# Pratz (Jura)
Pratz korábbi község (település) Franciaországban, Jura megyében. 2019. január 1-jén beolvadt Lavans-lès-Saint-Claude új községbe.
Lakosainak száma 519 fő (2018. január 1.). Pratz Chassal, Jeurre, Molinges, Vaux-lès-Saint-Claude, Villards-d’Héria és Lavans-lès-Saint-Claude községekkel határos.

## Népesség
A település népességének változása:
| Lakosok száma | 211  | 238  | 354  | 453  | 569  | 571  | 566  | 586  | 539  | 519  |
|               | 1968 | 1975 | 1982 | 1999 | 2006 | 2011 | 2013 | 2016 | 2017 | 2018 |